# Färberkrapp
Der Färberkrapp (Rubia tinctorum, lateinisch für „Röte der Färber“), auch Echte Färberröte und Krapp genannt, ist eine Pflanzenart aus der Gattung Färberröten (Rubia) innerhalb der Familie der Rötegewächse (Rubiaceae). Diese Kulturpflanze ist eine traditionelle Färbepflanze. Die Bezeichnung „Rubia“ (bis heute der wissenschaftliche Gattungsname) verliehen die Römer dem Krapp, weil seine Wurzel (die Färberwurzel) roten Farbstoff enthält.

## Beschreibung

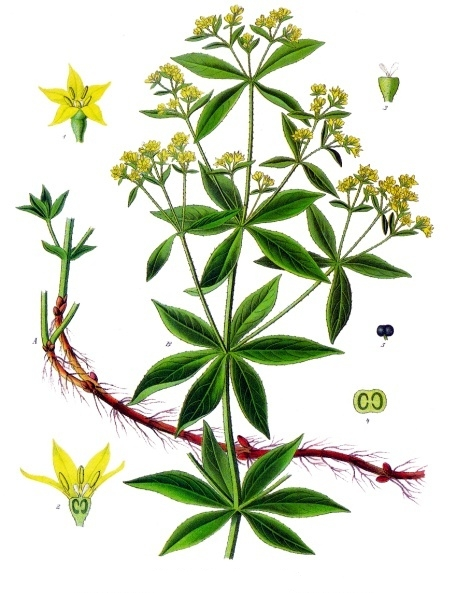
Illustration

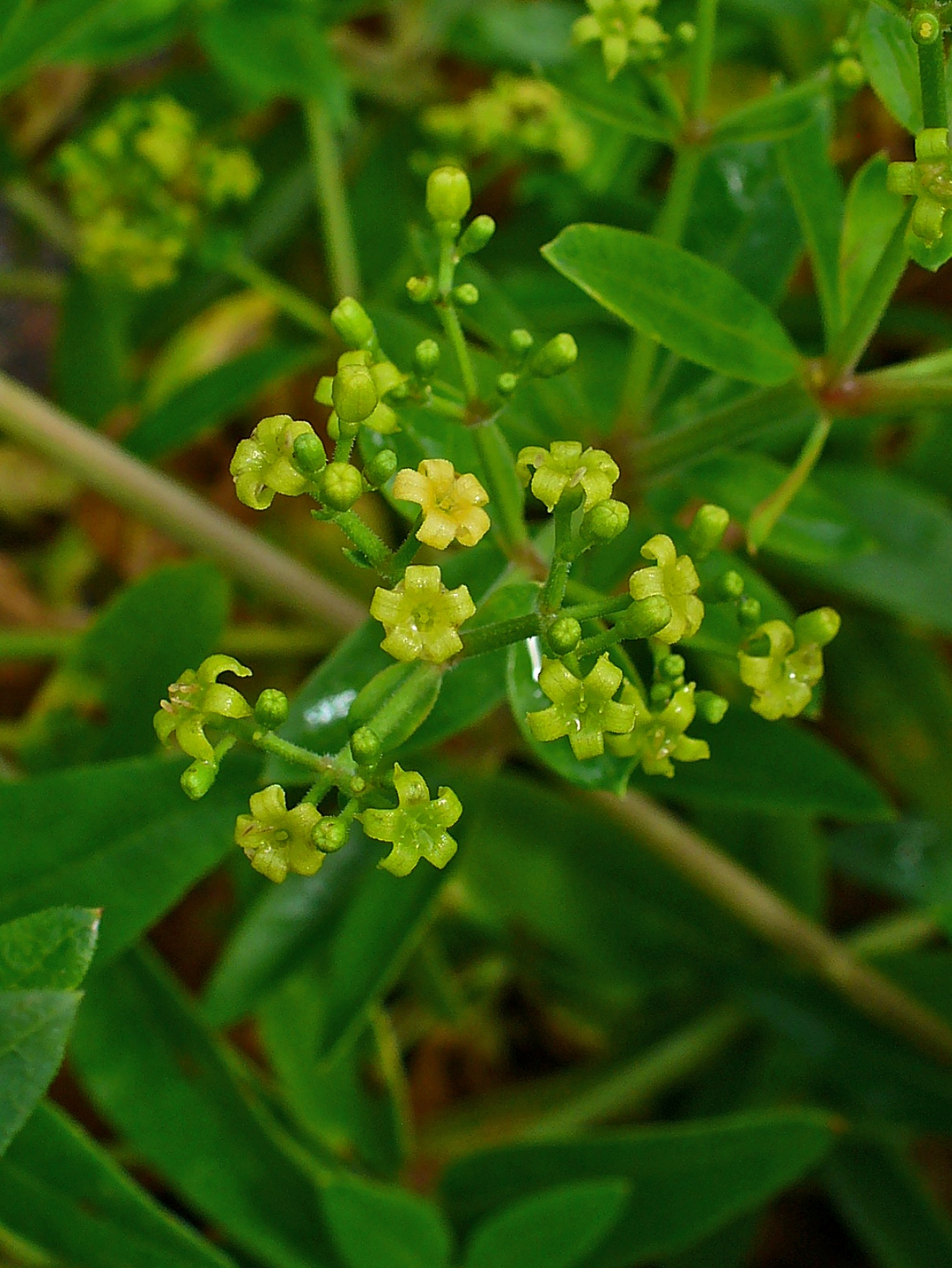
Blütenstand mit fünfzähligen Blüten

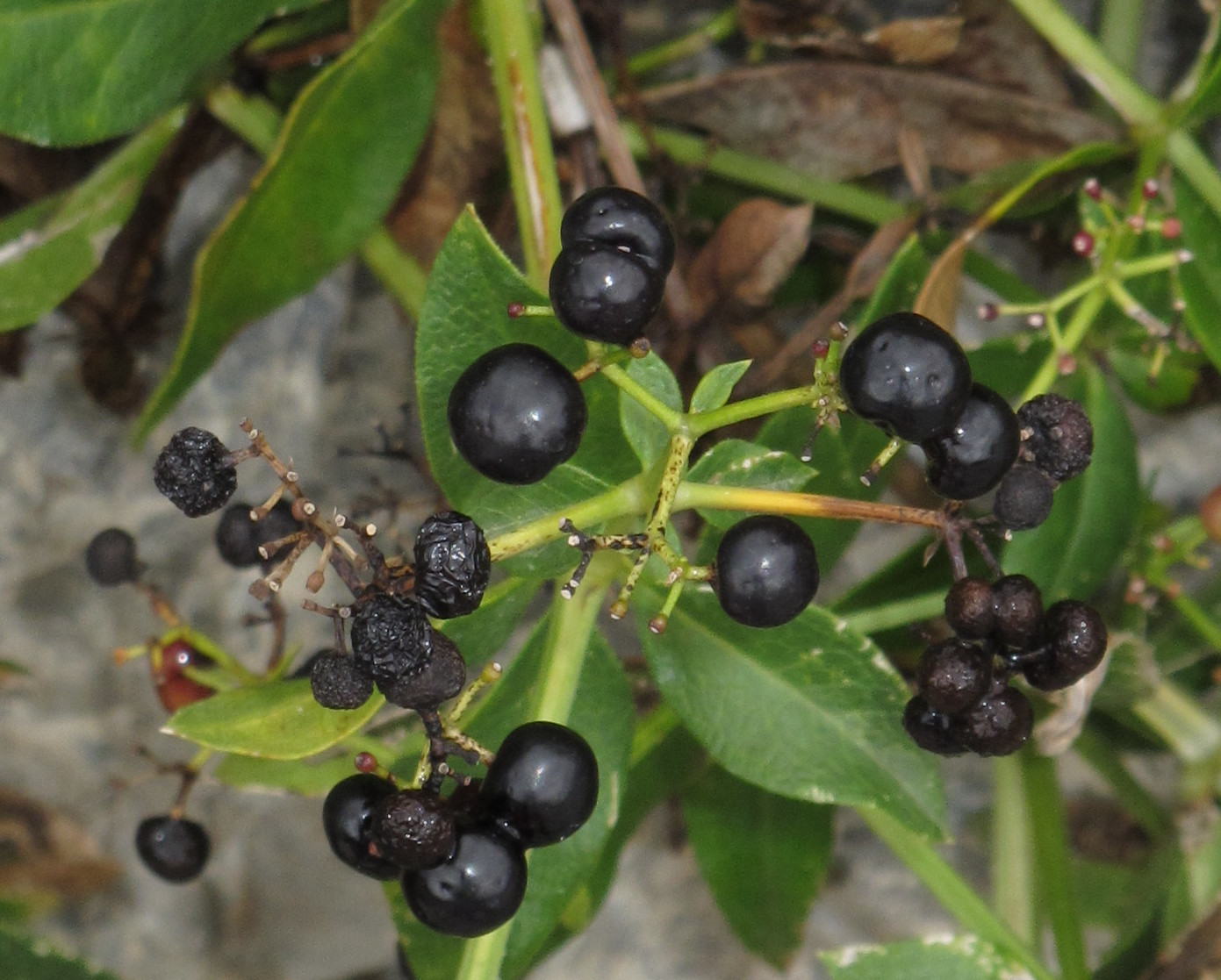
Pflanze mit Früchten

### Vegetative Merkmale
Der Färberkrapp wächst als sommergrüne, ausdauernde krautige Pflanze, die Wuchshöhen von 0,5 bis 1 Metern erreicht. Dieser rosettenlose Hemikryptophyt bildet ein rotes Rhizom als Überdauerungsorgan. An den Kanten des Stängels und an den Blättern befinden sich rückwärtsgerichtete Haare (Trichome), wodurch sich die Pflanze an diesen Stellen rau anfühlt. Der scharf vierkantige Stängel ist spreizklimmend. Die zu viert bis sechst in Wirteln am Stängel angeordneten Blätter sind kurz gestielt. Die einfache Blattspreite ist bei einer Länge von 3 bis 11 und einer Breite von 0,8 bis 2,5 Zentimetern eiförmig-elliptisch bis eiförmig-lanzettlich geformt und an der Unterseite netznervig.

### Generative Merkmale
Die Blütezeit reicht von Juni bis August. Die kleinen, sternförmigen Blüten sind zwittrig, radiärsymmetrisch und fünfzählig. Die gelblichgrüne Krone hat einen Durchmessern von 2 bis 3 Millimeter und ist trichterförmig. Die Staubbeutel sind um einiges länger als breit. Die Griffel sind bis zum Grund zweiteilig. Die steinfruchtartigen Spaltfrüchte sind anfangs rötlich und färben mit der Zeit fast schwarz.
Die Chromosomenzahl beträgt 2n = 66.

## Vorkommen
Das natürliche Verbreitungsgebiet des Färberkrapp umfasst den östlichen Mittelmeerraum und Vorderasien. In Mittel- und Westeuropa ist der Färberkrapp aus der Kultur verwildert. In Deutschland kommt der Färberkrapp selten in Rheinland-Pfalz und Sachsen vor, in Sachsen-Anhalt gilt er als ausgestorben.
Der Lebensraum dieser wärmeliebenden Pflanzenart sind Äcker, Weinberge, Schuttplätze und Wegränder.

Alizarin-Vorstufe

## Inhaltsstoffe
Wichtigste Inhaltsstoffe des Färberkrapps sind Di- und Trihydroxyanthrachinon-Glycoside, insbesondere des 1,2-Dihydroxyanthrachinons (Alizarin). Die kristallisierende, zitronengelbe Ruberythrinsäure ist ein Primverosid (Glycosid des Disaccharids Primverose, Alizarin-2-O-β-primverosid) und damit Vorstufe und Speicherform des Farbstoffs Alizarin. Der Farbstoffgehalt der Krappwurzel erreicht etwa 5 bis 7 % in der Trockenmasse. Daneben enthält Färberkrapp in geringeren Mengen Rubichlorsäure, Zitronensäure und andere Pflanzensäuren, Gerbstoffe, Pectinstoffe, bis zu 15 % Gesamtzucker, Eiweiß und etwas fettes Öl.

## Nutzung
Der Färberkrapp (lateinisch früher auch Rubea tinctorum) spielte von der Antike bis zur Entdeckung der synthetischen Herstellung von Alizarin eine zentrale Rolle als Färbepflanze in Mitteleuropa und im gesamten Mittelmeergebiet. Es ist eines der ältesten Farbmittel der Menschheit und verhältnismäßig preisgünstig, verglichen mit anderen Färbemitteln, die ein Rot ergaben. Die Krappwurzel war eine der wichtigsten Kulturpflanzen und ein bedeutendes Handelsgut zwischen Asien und Europa. Angebaut wurde Krapp bereits im Altertum von den Ägyptern, den Persern, den Griechen und den Römern. Im pharaonischen Ägypten ist Krapp ab der 18. Dynastie (1552–1306 v. Chr.) nachweisbar. Plinius der Ältere erzählt von Krappkulturen, auch im Papyrus Holmensis wird er mehrfach erwähnt und beispielsweise zum Überfärben geblauter Wolle zu Purpur empfohlen. In historischer Zeit war das Färben mit Färberkrapp durchaus anspruchsvoll. Die Qualität der verwendeten Wurzeln schwankte stark und das Färbeergebnis wurde auch von der Außentemperatur beeinflusst. Verhältnismäßig häufig war das Farbergebnis ein Orange oder Ziegelrot, das die Färber preisgünstiger mit anderen Pflanzen erzielen konnten. Gegen Ende des Mittelalters und zu Beginn der Neuzeit waren es vor allem Färber des Osmanischen Reiches und aus Indien, die konsistent den gewünschten Farbton erzielten. Dazu trug auch bei, dass das beste Farbergebnis mit Färberkrapp auf Baumwolle erzeugt wurde. Dieses Material war jedoch damals in Europa verhältnismäßig unbekannt. Das sogenannte „Türkische Rot“ wurde mit einem drei- bis viermonatigen Verarbeitungsprozess erzielt, der mehr als ein Dutzend Schritte umfasste. Detaillierte Kenntnisse über die einzelnen Arbeitsschritte wurden in Europa erst im 18. Jahrhundert bekannt.

### Krapp als Färberpflanze
Zum Färben wurden die drei Jahre alten Rhizome im Frühjahr und Herbst ausgegraben, in Öfen getrocknet und zerkleinert. Frisch ist das Rhizom innen gelb, erst beim Trocknen entwickelt sich der rote Farbstoff Alizarin. Neben Alizarin (sechs bis zehn Prozent in der Trockenmasse) sind Purpurin, Anthrachinon und andere organische Verbindungen in der Wurzel enthalten. Der Farbton kann je nach Beize und Extraktionsart zwischen einem kräftigen Rot, einem Rot-Orange und Rosa schwanken. Zusammen mit Alaun als Beize wurde vor allem Wolle rot gefärbt, mit Eisenbeize erzielte man schwärzliche Farbtöne. Die Farbe zeichnet sich als Textilfarbe durch eine hohe Lichtechtheit und Waschbeständigkeit aus. Bekannte Anwendungen sind bzw. waren türkische Kopfbedeckungen (Fes) und historische Uniformen. Die geschälte und gemahlene Wurzel der Färberröte wurde früher auch als Grapp bezeichnet.

### Krapplack

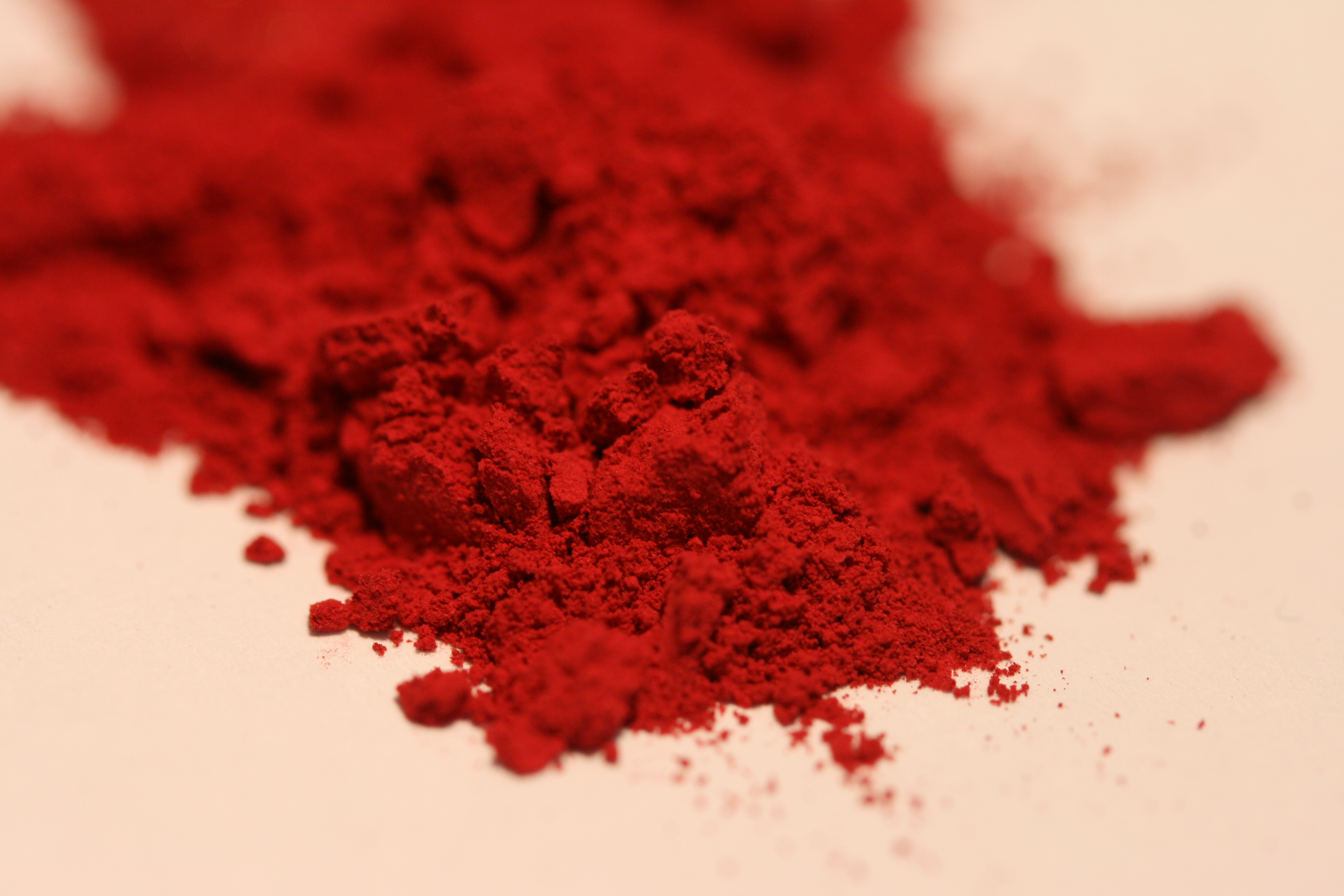
Roter Alizarin-Krapplack

Mit verschiedenen Metalloxiden beziehungsweise Metallsalzen (Aluminium- oder Zinnsalze) bilden die enthaltenen Farbstoffe sehr farbenfrohe Komplexe, die als Krapplacke bezeichnet werden (z. B. Alizarin-Krapplack). Bei dem synthetischen Typ, der seit 1869 hergestellt werden kann, handelt es sich meist um Alizarinkrapplack. Krapplacke werden unter verschiedenen Namen gehandelt: Bettoberlack, Krapp-Karmin, Krapp-Purpur, Rembrandtlack, Rubensrot, Türkischrot und Van-Dyck-Rot. Krapplack ist bereits seit der Antike bekannt und wurde von Dioscurides und Plinius dem Älteren beschrieben.
Krapplack wurde in allen künstlerischen Techniken wie z. B. Tafelmalerei, Pastell, Buchmalerei und Ölmalerei verwendet. Der Alizarinkrapplack dient auch als Pigment z. B. für die Herstellung von lichtechten Tapeten, für Künstlerfarben und Druckfarben. Der natürliche Lack ist nicht vollkommen lichtbeständig.

### Färberkrapp als Heilpflanze
Für Heilzwecke wurde traditionell die Wurzel des Färberkrapps eingesetzt. Man verwendete den Färberkrapp früher als Heilpflanze wegen seiner positiven Wirkung bei Erkrankungen der Harnwege, vor allem bei Nieren- und Blasensteinen, ferner bei Gicht, Rachitis und Blutarmut. Von dieser Verwendung sieht man heute ab, weil einige Inhaltsstoffe als krebserregend gelten. Die Zulassungen krappwurzelhaltiger Arzneimittel wurden dementsprechend am 15. März 1993 durch das Bundesgesundheitsamt widerrufen.

## Anbau

### Geschichte des Anbaus in Mitteleuropa und im Orient

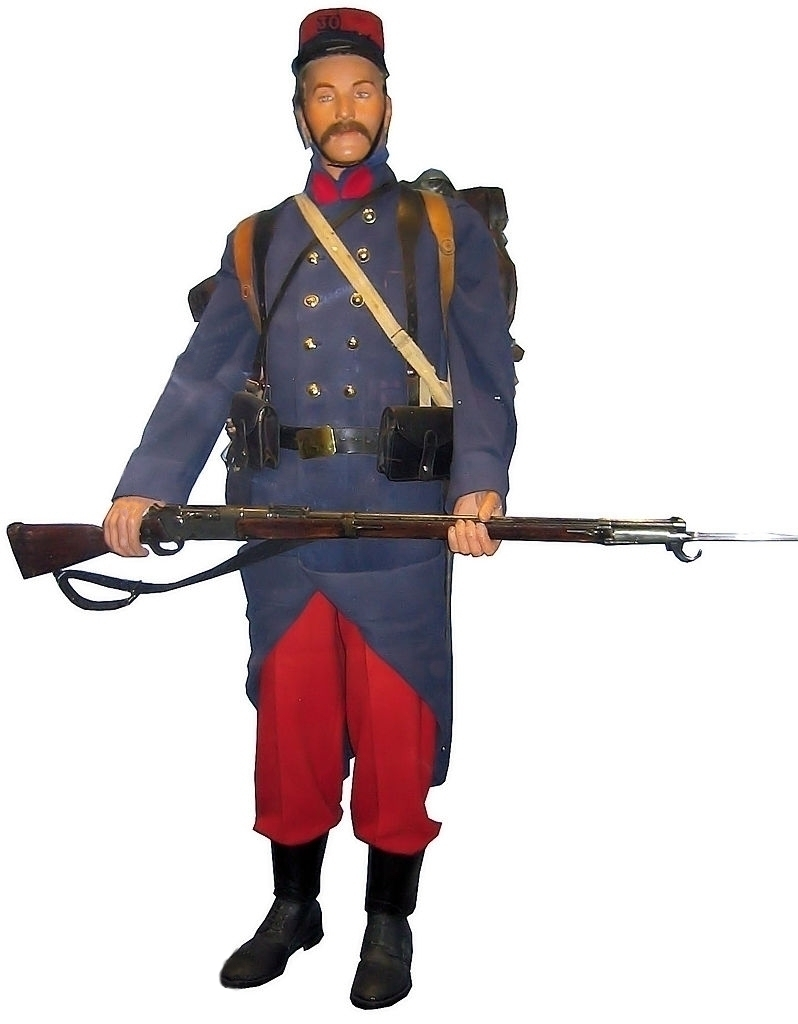
Französische Uniform mit Hosen, die mit Krapp gefärbt wurden

Die Benediktiner waren es wohl, die die Pflanze über die Alpen brachten, und Karl der Große empfahl dringend ihre Kultur. Wichtige Anbaugebiete lagen im Mittelalter im niederländischen Zeeland (seit dem 12. Jahrhundert), am Oberrhein (Elsass, seit dem 13. Jahrhundert). Im Mittelalter war Speyer für den roten Farbstoff (Speyerer Rot) bekannt, der aus Krapp gewonnen wurde. Dieser wurde in größerem Umfang in der Umgebung der Stadt angebaut. Kleinere Anbaugebiete gab es um Braunschweig, in Frankreich (Provence), Spanien (Kastilien) und Ungarn. Der Elsässer Krapp, die „Hagenauer Röte“, war weit berühmt und wurde in bedeutenden Mengen ausgeführt. Sie hat im Mittelalter mit zum Reichtum der freien Reichsstadt Straßburg beigetragen. Große Anbaugebiete gab es auch in Frankreich, besonders um das Städtchen Senlis bei Paris. Im 15. Jahrhundert nahm Holland die führende Stellung im Krappanbau ein, in den folgenden Jahrhunderten überflügelten es die Franzosen durch intensive Kultivierung in Südfrankreich und im Elsass. Als hier der Krappanbau durch die Revolutionswirren nach 1789 zum Erliegen gekommen war, befahl Louis-Philippe (1830–1848), dass die französischen Soldaten mit Krapp gefärbte rote Hosen zu tragen hätten. Durch diese Anordnung konnte Frankreich den Krappanbau fördern und seine bedeutende Stellung als Lieferant des Farbstoffs zurückerobern. Im Jahre 1868 kam Krapp im Werte von 25 Mio. Reichsmark in den Handel. In den Niederlanden war die Pflanze bis ins 19. Jahrhundert eines der Hauptexportprodukte der Insel Schouwen-Duiveland.
Im Orient waren extrem komplizierte Färbetechniken unter Verwendung fetter Öle (Türkischrotöl) bekannt, mit denen ein sehr farbintensives Rot erzielt werden konnte (Türkischrotfärbung). Verwendet wurde der Farbstoff unter anderem, um die traditionelle türkische Kopfbedeckung, den Fes, zu färben. Färberkrapp kam auch bei indischen Textilien seit dem 17. Jahrhundert zum Einsatz. Auch die Rotfarben in Elsässer Trachten waren nur mit Krapp möglich. Krapp wurde auch in der mittelalterlichen Tafelmalerei eingesetzt, da sein rotbraunes bzw. rosa Farbmittel nicht so lichtempfindlich war wie das nuancenreichere Farbmittel aus dem teuren Brasilholz, das dementsprechend häufiger in der Buchmalerei eingesetzt wurde.
Seit man 1869 den Farbstoff Alizarin auch synthetisch aus Steinkohleteer herstellen konnte, ging der wesentlich teurere Krappanbau drastisch zurück. Erstmals synthetisierten die deutschen Chemiker Carl Graebe, Carl Liebermann und Heinrich Caro den Krappfarbstoff. Heute spielt Färberkrapp ebenso wie andere Färberpflanzen mengen- und wertmäßig keine Rolle mehr und werden nur in sehr kleinen Nischen nachgefragt. Ein kommerzieller Anbau ist entsprechend kaum mehr vorhanden, lediglich in den Niederlanden werden jährlich etwa 50 ha Färberkrapp angebaut.

### Anbau heute
Färberkrapp wird als ausdauernde Pflanze angebaut. Die Aussaat erfolgt im zeitigen Frühjahr, auch die Pflanzung vorgezogener Pflanzen oder Wurzelstockteile im Frühjahr oder Herbst ist möglich. Im ersten Jahr ist eine Unkrautbekämpfung mit der Maschinenhacke nötig, Krankheits- und Schädlingsbefall sind in der Regel nicht ertragsrelevant. Ein Befall mit Ascochyta kann die Samenbildung vermindern. Der Nährstoffbedarf ist relativ hoch, es werden sowohl Stickstoff (ca. 120–160 kg) als auch Phosphor und Kalium benötigt. Die Ernte der Krappwurzel erfolgt erstmals nach zwei bis drei Vegetationsperioden mit der bei anderen Wurzelkulturen zum Einsatz kommenden Erntetechnik. Die Wurzeln werden gewaschen, in Stücke geschnitten und bei 40–80 °C getrocknet. Der Ertrag an trockenen Wurzeln liegt um die 15–30 Dezitonnen pro Hektar (entspricht 1,5 bis 3 Tonnen).